# ヤクブ・ブラベツ
ヤクブ・ブラベツ（Jakub Brabec 、1992年8月6日 - ）は、チェコ・プラハ出身の同国代表プロサッカー選手。アリス・テッサロニキ所属。ポジションはDF。

## 経歴

### クラブ
地元クラブであるACスパルタ・プラハのアカデミーで育成されたが、2008年夏に退団。その後、同じくプラハに本拠地を置くFKヴィクトリア・ジシュコフと契約を結んだ。2009年5月30日のFCヴィクトリア・プルゼニ戦で、弱冠16歳にしてプロデビューを飾った。
2011年6月、かつてユース時代を過ごしたACスパルタ・プラハに移籍。
2016年8月31日、KRCヘンクに移籍。
2019年7月1日、同年2月から期限付き移籍で加入していたFCヴィクトリア・プルゼニに完全移籍。
2021年8月31日、アリス・テッサロニキに3年契約で移籍した。

### 代表
各年代でチェコ代表に選ばれている。2011年にはU-19代表の一員としてUEFA U-19欧州選手権に参加。決勝でスペイン代表に敗れたものの、準優勝の好成績を収めた。
2016年3月29日、ソルナで行われたスウェーデン代表との親善試合(1-1の引き分け)で、フル代表デビューを果たした。
2019年11月10日、UEFA EURO 2020予選のイングランド代表戦で、同点ゴールとなる代表初ゴールを決めた（試合には2-1で勝利）
。
2023年11月19日、試合前日に夜遊びをしたことで、ヴラディミール・ツォウファル、ヤン・クフタと共に代表を追放された。

## タイトル
スパルタ・プラハ
- チェコ1部リーグ: 2013–14
- ポハール・チェスケー・ポシュスティ: 2013-14
- チェスキー・スペルポハール: 2014